# Adolfo López Mateos
Adolfo López Mateos (26 tháng 5 năm 1909 - 22 tháng 9 năm 1969) là một chính trị gia người Mêhicô liên kết với Đảng cách mạng thể chế (PRI), người từng giữ chức Tổng thống Mexico từ năm 1958 đến năm 1964.
Là tổng thống, ông đã quốc hữu hoá các công ty điện, thành lập Ủy ban Giáo dục Miễn phí Quốc gia (1959), và thúc đẩy việc thành lập các bảo tàng nổi tiếng như Bảo tàng Lịch sử Tự nhiên và Bảo tàng Nhân chủng học Quốc gia ở Mexico City. Tuyên bố triết lý chính trị của ông là "nằm trong Hiến pháp," López Mateos là chính trị gia cánh tả đầu tiên nắm giữ chức vụ tổng thống kể từ khi Lázaro Cárdenas.

## Tiểu sử
López Mateos sinh ra ở Atizapán de Zaragoza trong gia đình Mariano Gerardo López y Sánchez Roman, một nha sĩ và Elena Mateos y Vega, một giáo viên. Theo hồ sơ chính thức, một thị trấn nhỏ ở México, mặc dù ở tuổi trẻ, gia đình ông chuyển đến Thành phố Mexico sau cái chết của cha ông. Tuy nhiên, có một giấy khai sinh và một số lời khai lưu trữ tại El Colegio de México nơi sinh của ông vào ngày 10 tháng 9 năm 1909 tại Patzicía, Guatemala.
Năm 1929, ông tốt nghiệp Học viện Khoa học và Văn học Toluca, nơi ông là một đại biểu và là lãnh đạo sinh viên của Đảng Lao động Xã hội Chủ nghĩa. 